# 斯潘塞鎮區 (密蘇里州派克縣)
斯潘塞鎮區（英語：Spencer Township）是位於美國密蘇里州派克縣的一個行政鎮區。

## 地方資料
斯潘塞鎮區的面積為215.79平方千米，當中陸地面積為214.60平方千米，而水域面積為1.18平方千米。根據2020年美國人口普查的數據，當地共有人口811人，而人口密度為每平方千米3.76人。